# Lumbrineris mando
Lumbrineris mando är en ringmaskart som beskrevs av Crossland 1924. Lumbrineris mando ingår i släktet Lumbrineris och familjen Lumbrineridae. Inga underarter finns listade i Catalogue of Life.